# Frieseomelitta trichocerata
Frieseomelitta trichocerata là một loài Hymenoptera trong họ Apidae. Loài này được Moure mô tả khoa học năm 1988.